# República Popular de Tuva
```
   |-
       |
Erro:
:  
valor não especificado para "
nome_comum
"
```

A República Popular de Tuva, conhecida como República Popular de Tannu Tuva até 1926, foi uma república socialista parcialmente reconhecida que existiu entre 1921 e 1944. O país estava localizado no mesmo território do antigo protetorado Tuvano da Rússia Imperial, conhecido como o Krai De Uryankhay, a noroeste da Mongólia, parte da Mongólia Exterior Chinesa, e agora corresponde à República de Tuva dentro da Federação Russa.
A União Soviética e a Mongólia foram os únicos países a reconhecê-lo formalmente durante sua existência respectivamente. Em outubro de 1944, a política foi absorvida pela SFSR russa (a maior república constituinte da União Soviética) a pedido do parlamento Tuvano, encerrando 23 Anos de independência.

## População
|                 | 1918   | 1931   | 1944    | 1958    |
| --------------- | ------ | ------ | ------- | ------- |
| Tuvanos         | 48 000 | 64 900 | 81 100  | 98 000  |
| Russos e outros | 12 000 | 17 300 | 14 300a | 73 900  |
| Total           | 60 000 | 82 200 | 95 400  | 171 900 |

a. A população russa diminuiu devido ao recrutamento do Exército Vermelho durante a Segunda Guerra Mundial.